# Evangelische Kirche (Wilsbach)

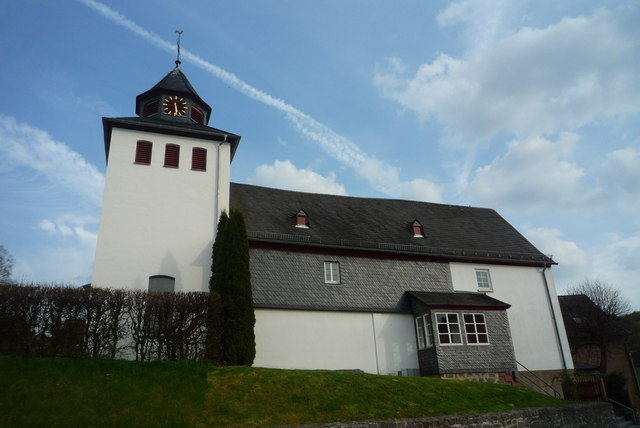
Evangelische Kirche in Wilsbach

Die Evangelische Kirche Wilsbach ist ein denkmalgeschütztes Kirchengebäude, das in Wilsbach steht, einem Ortsteil der Gemeinde Bischoffen im Lahn-Dill-Kreis in Hessen. Die evangelisch-lutherische Kirchengemeinde gehört zum Dekanat Biedenkopf-Gladenbach in der Propstei Nord-Nassau der Evangelischen Kirche in Hessen und Nassau.

## Beschreibung
Die ältesten Teile der Fachwerkkirche an der Südostseite stammen von 1569. Die südwestlichen Teile wurden 1892 verputzt. 1899 das Kirchenschiff nach Südwesten verlängert und ihm ein massiver Chorturm vorgesetzt, der einen achteckigen Aufsatz hat, der die Turmuhr und den Glockenstuhl beherbergt. Bei der Instandsetzung 1992/93 wurde Teile des Holzfachwerks massiv erneuert. Die Fachwerkbereiche sind auf der Nordseite verschiefert.
Die älteren Teile des einschiffigen Kirchenschiffs sind mit einer von einem Unterzug getragenen Flachdecke, die jüngeren Teile mit einem Tonnengewölbe überspannt. Die dreiseitigen Emporen im Innenraum wurden im 17. bis 19. Jahrhundert gebaut, die auf der Schmalseite trägt die 1892 von Gustav Raßmann gebaute Orgel. Zur Kirchenausstattung gehören eine mit Intarsien verzierte Kanzel von 1681 und ihr Schalldeckel sowie ein gotisches Altarkreuz.